# Владимир Арсењев
Владимир Клавдијевич Арсењев (рус. Влади́мир Кла́вдиевич Арсе́ньев; Санкт Петербург, 10. септембар 1872.) био је руски путник, географ, етнограф, писац, истраживач Далеког истока и војни оријенталиста.
Водио је низ експедиција за истраживање планинских предела Усуријског краја, који су за Арсењева представљали неистражена подручја на мапама данашњег Приморја и југа Хабаровске покрајине. Био је официр Руске императорске војске: за 26 година војне службе успео се од добровољца и заставника до потпуковника. Служећи као официр за посебне послове за време приамурског генерала-губернатора Николаја Гондатија, 1911–1915. је осмислио и лично повео низ тајних експедиција за борбу против хунгхуција (кинеских разбојника), илегалних имиграната и шумских ловокрадица. Под Привременом владом Арсењев је био комесар за послове домаћих народности Приамурске покрајине. По Арсењеву су назване улице у многим градовима бившег СССР-а, град у Приморској покрајини, као и завичајни музеј у Владивостоку и други објекти.